# Турун бесарабський
Турун бесарабський (Carabus bessarabicus) — вид комах з родини Carabidae. Корисний ентомофаг.

## Морфологічні ознаки
Завдовжки 19-26 мм. Чорний, помірно блискучий (самці). Надкрила з дуже слабкою зернистістю. Задні кути передньоспинки маленькі і тільки трохи заходять за основу надкрил.

## Поширення
Південь України, центральна та південна Росія, степи західного Сибіру та Казахстану.

## Особливості біології
Одно- або дворічна генерація. Зимують жуки, рідше личинки старшого віку. Парування і відкладання яєць відбувається навесні. Молоді жуки з'являються в першій половині літа і зустрічаються до початку осені. Заселяє цілинні ділянки степу, байраки, рідше піщаний степ (Херсонська область). Зоофаг широкого профілю.

## Загрози та охорона
Чисельність різко зменшується внаслідок розорювання цілинних степових ділянок.
Охороняється в степових заповідниках України в комплексі з іншими безхребетними.